# エリア・ベネデッティーニ
エリア・ベネデッティーニ（Elia Benedettini、1995年6月22日 - ）は、サンマリノ・ボルゴ・マッジョーレ出身のサッカー選手。カンピオナート・サンマリネーゼ ・SPカイルンゴ所属。ポジションはGK。サンマリノ代表。

## 経歴
2013年6月21日、ACチェゼーナへ自由移籍で加入した。

### 代表
2015年6月17日のスロベニア戦に出場し、サンマリノ代表デビューを飾った。しかし試合は0-6で敗れた。